# Gustav Wallat

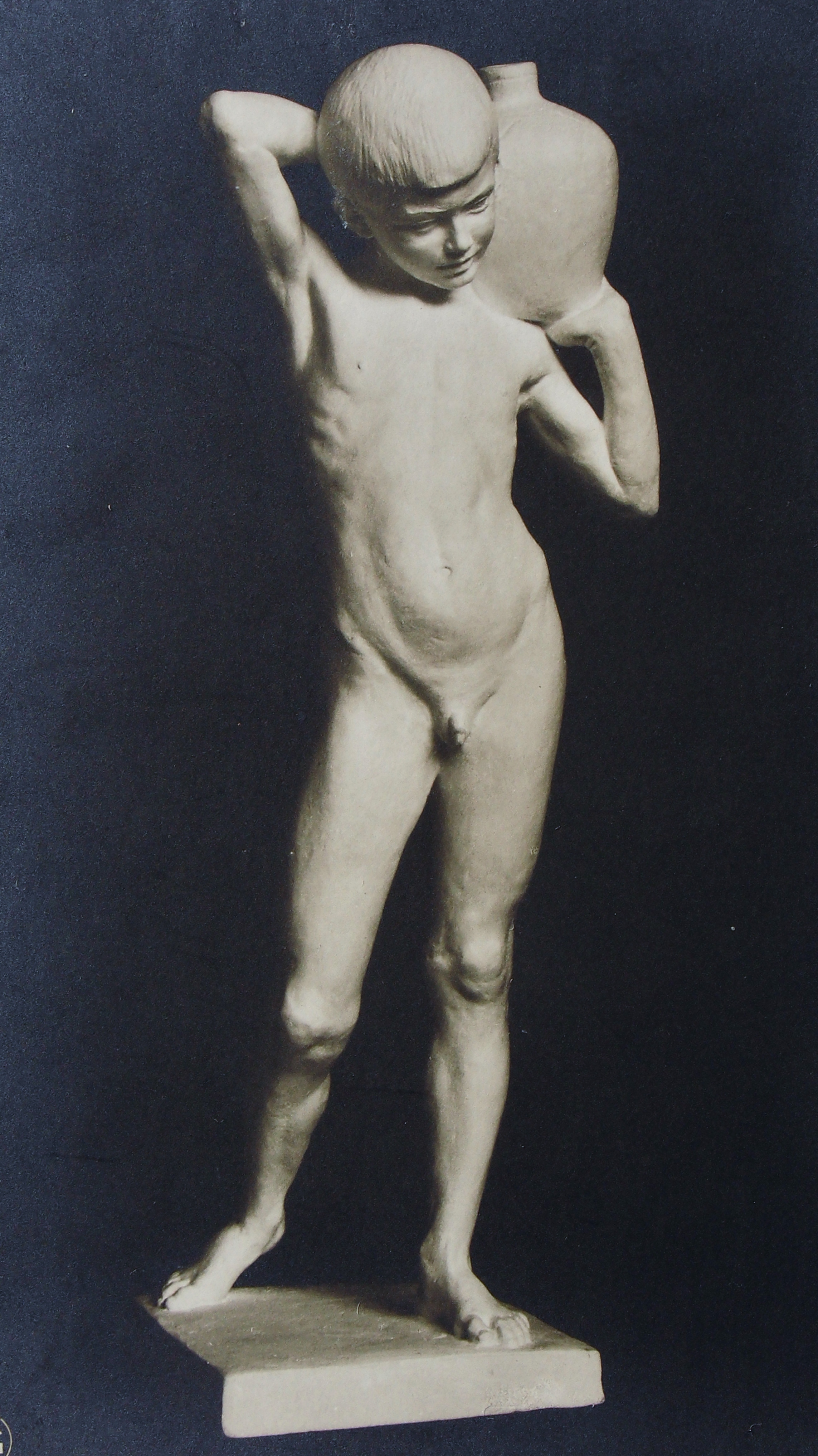
Wasserträger

Gustav Max Anton Friedrich Wallat (* 29. Mai 1882 in Rostock; † 12. April 1911 in Charlottenburg bei Berlin) war ein deutscher Bildhauer.

## Leben
Gustav Wallat war ein Sohn des aus Ostpreußen stammenden Schuhmachers Emil Gustav Wallat (1855–1891) und dessen Ehefrau Sophia Lisette, geb. Rohloff (1852–1927). Der Maler und Bildhauer Paul Wallat (1879–1966) war sein älterer Bruder. Um 1900 absolvierte er eine vierjährige Glaser- und Vergolderlehre bei Glasermeister Paul Martienssen in Rostock, ab 1904 besuchte er die Abendklasse an der Unterrichtsanstalt des Kunstgewerbemuseums Berlin bei den Bildhauern Otto Markert (1867–1947) und Fritz Heinemann. Von Oktober 1905 bis März 1908 war er Tagesschüler bei Wilhelm Haverkamp. Im Sommersemester 1908 war er an der Hochschule für Bildende Künste Berlin bei Peter Breuer eingeschrieben, ab Oktober 1908 als Meisterschüler bei Ernst Herter. Am 1. Oktober 1910 bekam er den Preis der Karl-Haase-Stiftung, am 1. April 1911 den Preis der Albert-Louis-Funk-Stiftung, welche ihm eine zweijährige Studienreise nach Rom ermöglicht hätte. Gustav Wallat starb allerdings schon elf Tage später. Er wurde am 19. April 1911 in Rostock beerdigt.

## Werke
| 1908    | Statuette Achill                                                   |
| 1908    | Statuette Ueppigkeit                                               |
| 1909    | Statuette Fechter                                                  |
| 1909    | Statuette Im Kerker                                                |
| 1909    | Entwurf zum Fritz-Reuter-Denkmal (Stavenhagen) (nicht ausgeführt)  |
| 1910/12 | Brunnen Muschelhorcher Rostock (gestiftet vom Kunstverein Rostock) |
| um 1910 | Statuette Warnemünderin (Rostock, Kulturhistorisches Museum)       |
| um 1910 | Statuette Wasserträger (Rostock, Kulturhistorisches Museum)        |
| um 1910 | Büste Junger Mann (Rostock, Kulturhistorisches Museum)             |
| um 1910 | Statuette Sich stützende Frau (Rostock, Kulturhistorisches Museum) |
| um 1910 | Statuette Kugelwerfer                                              |
| 1911    | weiblicher Akt im altgriechischen Charakter (letztes Werk)         |

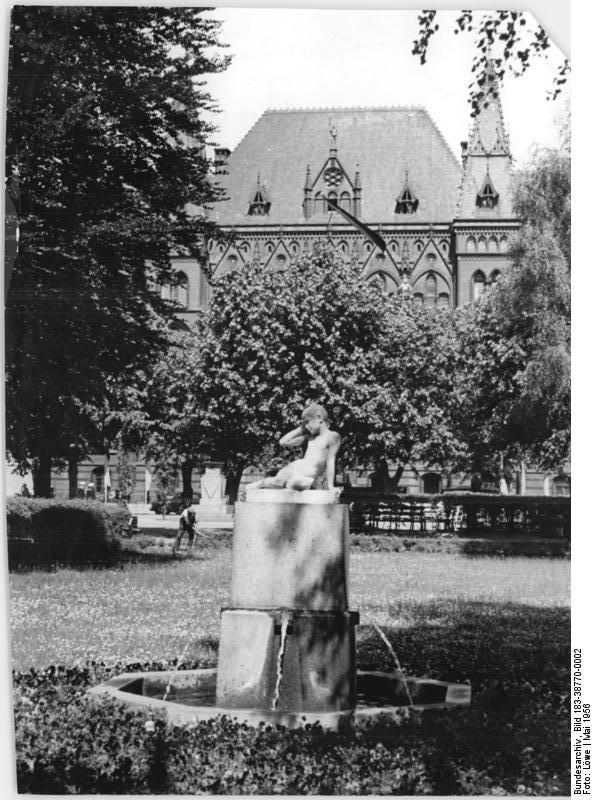
Muschelhorcher Rostock

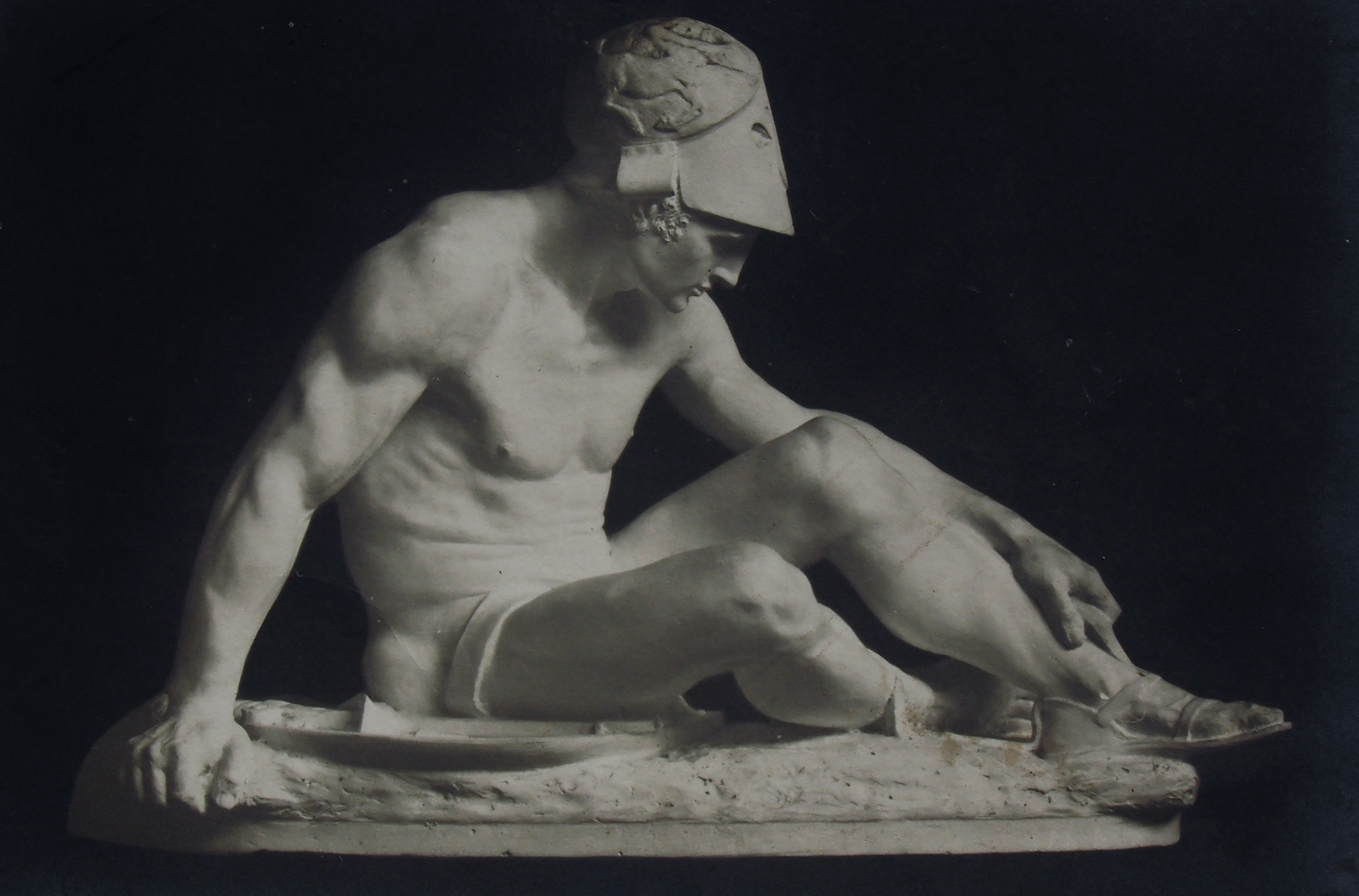
Achill

Von den vorgenannten Werken wurden die folgenden auf den Großen Berliner Kunstausstellungen gezeigt:
Achill (Bronze), Ueppigkeit (Gips) (1908); Fechter (Bronze), Im Kerker (Gips) (1910); Warnemünderin (Bronze), Muschelhorcher (Gips) (1911)